# إبراهام بي. غاردنر
إبراهام بي. غاردنر (بالإنجليزية: Abraham B. Gardner) هو قاضي ومحامي وسياسي أمريكي، ولد في 2 سبتمبر 1819 في الولايات المتحدة، وتوفي في 28 نوفمبر 1881 في نفس البلد. حزبياً، نشط في الحزب الجمهوري. وقد انتخب عضو مجلس نواب فيرمونت.